# Інгушський державний університет
Інгушський державний університет (рос. Ингушский государственный университет) — класичний заклад вищої освіти в російських Магасі та Сунжі, заснований у 1994 році.
Член Асоціації класичних університетів Росії.

## Історія
23 квітня 1994 року постановою Уряду РФ № 380 створено Інгушський державний університет, засновником якого став Державний комітет Російської Федерації з вищої освіти.
У вересні 1994 року університет почав функціонувати і був розміщений в будівлі колишніх казарм ставропольського льотного училища в станиці Орджонікідзевській.
29 грудня 2012 року відбулося відкриття плавального басейну на території спортивного комплексу Інгушського державного університету.
В університеті працюють 508 викладачів, у числі яких 53 професори, доктори наук, і 275 доцентів — кандидатів наук, 26 з яких мають звання «Почесний працівник вищої професійної освіти Російської Федерації». Професійна підготовка здійснюється за 22 напрямками спеціаліста, 17 — бакалаврату, 9 — магістра, 10-ма спеціальностями аспірантури, 12-ма напрямами інтернатури і 8 — ординатури. Загальна кількість студентів становить понад 10 тисяч студентів.

## Факультети та кафедри
| 2. Юридичний                                                                                    |
| ----------------------------------------------------------------------------------------------- |
| 1. Теорія та історія держави і права 2. Цивільне право та процес 3. Кримінальне право та процес |

| 3. Економічний                                         |
| ------------------------------------------------------ |
| 1. Бухгалтерський облік, аналіз та аудит 2. Менеджмент |

| 4. Фінансово-економічний                                                             |
| ------------------------------------------------------------------------------------ |
| 1. Фінанси та кредит 2. Податки та Оподаткування 3. Державне муніципальне управління |

| 5. Фізико-математичний                                |
| ----------------------------------------------------- |
| 1. Математика 2. Загальна фізика 3. Теоретична фізика |

| 6. Технолого-педагогічний                                                                |
| ---------------------------------------------------------------------------------------- |
| 1. Педагогіка та методика початкового навчання 2. Машинознавство 3. Спортивні дисципліни |

| 7. Філологічний |
| --- |
| 1. Російська мова 2. Російська та зарубіжна література 3. Інгуська мова 4. Інгуська література 5. Англійська мова 6. Німецька мова 7. Французька та латинська мова |

| 8. Медичний |
| --- |
| 1. Анатомія, гістологія і судова медицина 2. Нормальна фізіологія 3. Клінічна терапія 4. Клінічна хірургія 5. Факультетська терапія 6. Акушерство та гінекологія |

| 9. Агро-інженерний                                               |
| ---------------------------------------------------------------- |
| 1. Агрономія 2. Зоотехнія 3. Механізація сільського господарства |

| 10. Хіміко-Біологічний |
| ---------------------- |
| 1. Хімія 2. Біологія   |

| +. Міжфакультетські кафедри |
| --- |
| 1. Іноземні мови 2. Соціологія та політологія 3. Філософія 4. Педагогіка та психологія 5. Інформатика та комп'ютинг 6. Безпека життєдіяльності 7. Фізичне виховання |

## Матеріально-технічна база
У комплекс Інгушського державного університету входить:
- 8 корпусів:
  - 106 аудиторій
  - 31 лабораторії
  - 27 лекційних залів
  - 17 комп'ютерних аудиторій
  - Лінгафонно-дидактичний клас, підключені до спеціалізованих інформаційно-освітніх ресурсів
  - Бібліотека з 4-я читальними залами
  - Електронна бібліотека з виходом в провідні каталоги Росії і світу
  - Спортивний зал
- 3 стадіони, один з яких з штучним покриттям
- Плавальний басейн
- Гуртожиток квартирного типу.